# Mézerolles
Mézerolles is een gemeente in het Franse departement Somme (regio Hauts-de-France) en telt 197 inwoners (2004). De plaats maakt deel uit van het arrondissement Amiens.

## Geografie
De oppervlakte van Mézerolles bedraagt 6,4 km², de bevolkingsdichtheid is 30,8 inwoners per km².

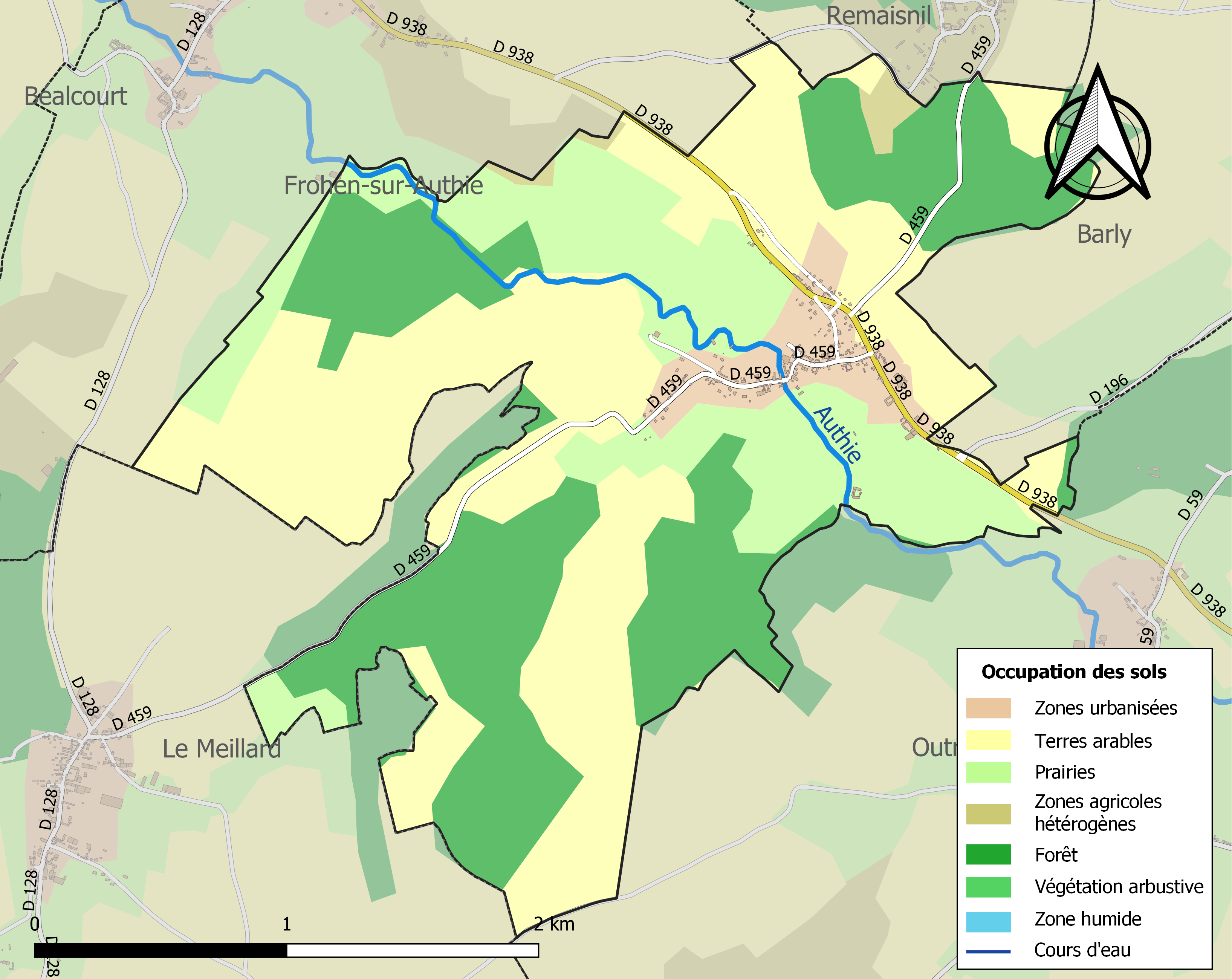
Kaart van de gemeente met de belangrijkste infrastructuur, bodemgebruik en omliggende gemeenten

## Demografie
Onderstaande figuur toont het verloop van het inwonertal (bron: INSEE-tellingen).